# Parfläckig rocka
Parfläckig rocka (Leucoraja naevus) är en fiskart tillhörande familjen egentliga rockor som finns i östra Atlanten. Den kallas också blomrocka och fläckrocka.

## Utseende
Den parfläckiga rockan har en ovansida med beige, ljusbrun, rosa eller grå grundfärg och flera ljusa fläckar. På varje sida har den dessutom en stor, vit till ljusgul fläck med mörkt mittparti och kant. Undersidan är vit. Längs ryggen och stjärten har den två rader med kraftiga taggar. Större individer kan dessutom ha två ytterligare taggrader på stjärten. Längden når vanligen upp till 40 cm, men hanen kan som mest bli 71 cm, honan 68 cm.

## Vanor
Arten är en bottenfisk som vanligen lever på ett djup mellan 20 och 250 m, även om den kan gå ner till 500 m. Födan består av olika slags bottendjur.

### Fortplantning
Den parfläckiga rockan leker hela året. Den är äggläggande, men har ändå en regelrätt parning med omfamning. Varje år lägger honan mellan 70 och 150 ägg i form av äggkapslar. Dessa är omkring 5 – 7 cm långa och 3 – 4 cm breda och har spetsiga horn i hörnen; långa i den ena änden, korta i den andra.

## Utbredning
Arten finns i östra Atlanten från södra Norge, Kattegatt och Nordsjön, kring Brittiska öarna, via Medelhavet (med undantag för Adriatiska havet) till Marocko och Senegal. Förekomsten vid Mauretanien är osäker. Den besöker tillfälligt Sverige.